# Distretto di Dėlgėrcogt
Il distretto di Dėlgėrcogt è uno dei quindici distretti (sum) in cui è suddivisa la provincia del Dundgov', in Mongolia. Conta una popolazione di 2.099 abitanti (censimento 2007). 